# Ибу (язык)
Ибу — один из западнопапуасских языков, распространён на острове Хальмахера — в о́круге Северный Хальмахера (в долине реки Ибу) провинции Северное Малуку (Индонезия).
По данным Ethnologue, количество носителей данной группы языков составляло примерно 35 чел. в 1987 году (и от 50 до 200 в 1984).
Наиболее близкий язык — саху.